# Dusolina Giannini
Dusolina Giannini (Filadelfia, 19 de diciembre de 1902 - Zúrich, 29 de junio de 1986) fue una soprano italoestadounidense, particularmente asociada con el repertorio italiano.

## Biografía
Nacida en Filadelfia, fue hija del tenor italiano Ferruccio Giannini (1868-1948), que llegó a los Estados Unidos en 1885, y con quien estudió, perfeccionándose con Marcella Sembrich en Nueva York. Su madre era la violinista Antonietta Briglia.
Debutó en Hamburgo, como Aida y Santuzza de Cavalleria Rusticana, apareciendo más tarde en Berlín, Viena, Londres. Cantó en el Festival de Salzburgo en 1934, como Donna Anna y Alice Ford en Falstaff de Verdi dirigida por Arturo Toscanini e hizo su debut en la Ópera de París en 1936, como Donna Anna de Don Giovanni de Mozart.
En 1938, creó, en Hamburgo, el papel de Hester Prynne en La letra escarlata, compuesta por su hermano Vittorio Giannini (1903-1966).
Cantó en la Metropolitan Opera de 1935 a 1942, también en la Chicago City Opera Company (1938-42) y en la San Francisco Opera (1939-43). También participó en la primera temporada de la Ópera de la Ciudad de Nueva York en 1943, Después de la guerra, continuó apareciendo en París, Londres, Berlín y Viena, se retiró en 1962 y se dedicó a la enseñanza, especialmente en Zúrich y Nueva York.
La voz de Giannini era una verdadera soprano dramática, respaldada por un fuerte temperamento y una buena musicalidad. Se la puede escuchar en una grabación completa de Aida de 1928, con Aureliano Pertile. Tanto Dusolina como su hermana, Eufemia Giannini-Gregory, eran respetadas profesoras de voz en el Instituto de Música Curtis de Filadelfia y en la Juilliard School, donde enseñaron a Frank Guarrera, Judith Blegen y Anna Moffo.
Giannini murió en Zúrich el 29 de junio de 1986, a la edad de 83 años.